# Pedro Piquet
Pedro Estácio Leão Piquet Souto Maior (Brasília, 3 de julho de 1998) é um ex-automobilista brasileiro com passagens por categorias como Fórmula 2, Fórmula 3 e GP3 Series. Foi campeão da Fórmula 3 Brasil em 2014 e 2015. É filho do tricampeão mundial de Fórmula 1 Nelson Piquet, irmão dos também pilotos Nelson Piquet Jr. e Geraldo Piquet e neto do médico Estácio Gonçalves Souto Maior.

## Biografia
Pedro Estácio Leão Piquet Souto Maior é filho de Nelson Piquet com Viviane de Souza Leão, socialite e colunista. Ele é o sexto dos sete filhos do tricampeão de F1, tendo cinco meios-irmãos mais velhos: Geraldo, Nelsinho, Kelly, Júlia, Lazlo, e um irmão mais novo da mesma mãe, Marco. Além de seu pai, Pedro ainda tem mais pilotos na família: os irmãos Geraldo, Nelsinho e Lazlo, além do primo Rodrigo. Desses, apenas Nelsinho chegou a correr na Fórmula 1, além de ter sido campeão da temporada inaugural da Fórmula E. Através de Kelly, sua irmã, ele se tornou cunhado de Max Verstappen, tetracampeão da F1, e através de sua outra irmã Júlia, ele passou a ser cunhado de Daniel Suárez, piloto da NASCAR. Pedro é neto do médico e ex-deputado Estácio Gonçalves Souto Maior, que não chegou a conhecer.
Ao contrário de outros pilotos, como Verstappen e Lando Norris, Pedro nunca foi fã dos simuladores, nem do automobilismo virtual, preferindo se preparar para suas corridas andando nos karts. Ele afirma que não conseguia se concentrar na tela, sentia sua vista cansada ao ficar muito tempo nos simuladores, e que só o usava para diversão, embora tenha reconhecido que o simulador da Dallara, que ele usava na época em que competia na Europa, era muito realista.
Em 2020, em meio à pandemia de COVID-19, Pedro organizou campanhas de doação de cestas básicas com apoio da família, especialmente do pai Nelson e da mãe Viviane, que também administra a ONG GPS Foundation, criando vaquinhas para beneficiar 120 famílias cadastradas na ONG de sua mãe.
Em novembro de 2023, Pedro se casou com a artista plástica Bella Salvati em uma cerimônia privada na fazenda de seu pai, em Brasília.

## Carreira

### Início
Pedro iniciou sua carreira no kart aos oito anos em 2006. Em 2013, correu seis provas da Toyota Racing Series, na Nova Zelândia. Porém, teve de abandonar a competição por problemas com sua licença que foi caçada pela Confederação Brasileira de Automobilismo (CBA). Posteriormente, a CBA desculpou-se pelo ocorrido que classificou como um “ato equivocado”.

### 2014–2015: Fórmula 3 Brasil
Em 2014, Pedro corre na recém criada Fórmula 3 Brasil pela equipe Cesário Fórmula. Já na estreia Piquet venceu três corridas consecutivas: as duas rodadas de Tarumã e a primeira de Santa Cruz do Sul. Na segunda rodada ficou em segundo. Na etapa seguinte, em Brasília, venceu novamente as duas provas. Ao fim da temporada foram onze vitórias em dezoito corridas, além de seis pole positions. O piloto conquistou o título com duas etapas de antecedência.
Acidente na GT3 Brasil
Em 20 de setembro de 2015, Piquet fazia uma participação em uma prova da Porsche GT3 Brasil quando, ainda na primeira volta, sofreu um toque por outro carro que havia furado o pneu. Ao passar com as rodas na terra, seu carro capotou por, pelo menos, nove vezes até parar virado para cima. O piloto foi socorrido consciente e encaminhado ao Hospital de Urgências de Goiânia (HUGO). Pedro foi submetido a exames neurológicos e radiológicos que não acusaram lesões graves. Ele foi liberado na manhã seguinte.

### 2016–2017: Toyota Racing Series, Fórmula 3 Europeia e GP de Macau
Disputou a temporada de 2016 da Toyota Racing Series obtendo duas vitórias, três segundos lugares, e dois terceiros lugares. Terminou a temporada na quinta colocação. No mesmo ano disputou sua primeira temporada no Campeonato Europeu de Fórmula 3 pela Van Amersfoort Racing ao lado de Callum Ilott, Harrison Newey e Anthoine Hubert, terminando a temporada em 19º lugar, bem atrás de seus companheiros. Finalizou o ano com sua primeira participação no Grande Prêmio de Macau, onde foi o nono colocado.
Em 2017 disputou novamente a Toyota Racing Series, somando três vitórias e mais cinco pódios, acumulando 850 pontos e sendo vice-campeão, com apenas cinco pontos de desvantagem para Thomas Randle. Também disputou novamente a temporada de Campeonato Europeu de Fórmula 3, voltando a ser companheiro de Newey e recebendo Joey Mawson, David Beckmann e seu compatriota Felipe Drugovich. Pedro conquistou um pódio e ficou em 14º lugar, o pior dentre os pilotos da VAR que fizeram a temporada completa. Em Macau, Piquet foi o sexto.

### 2018: GP3 Series

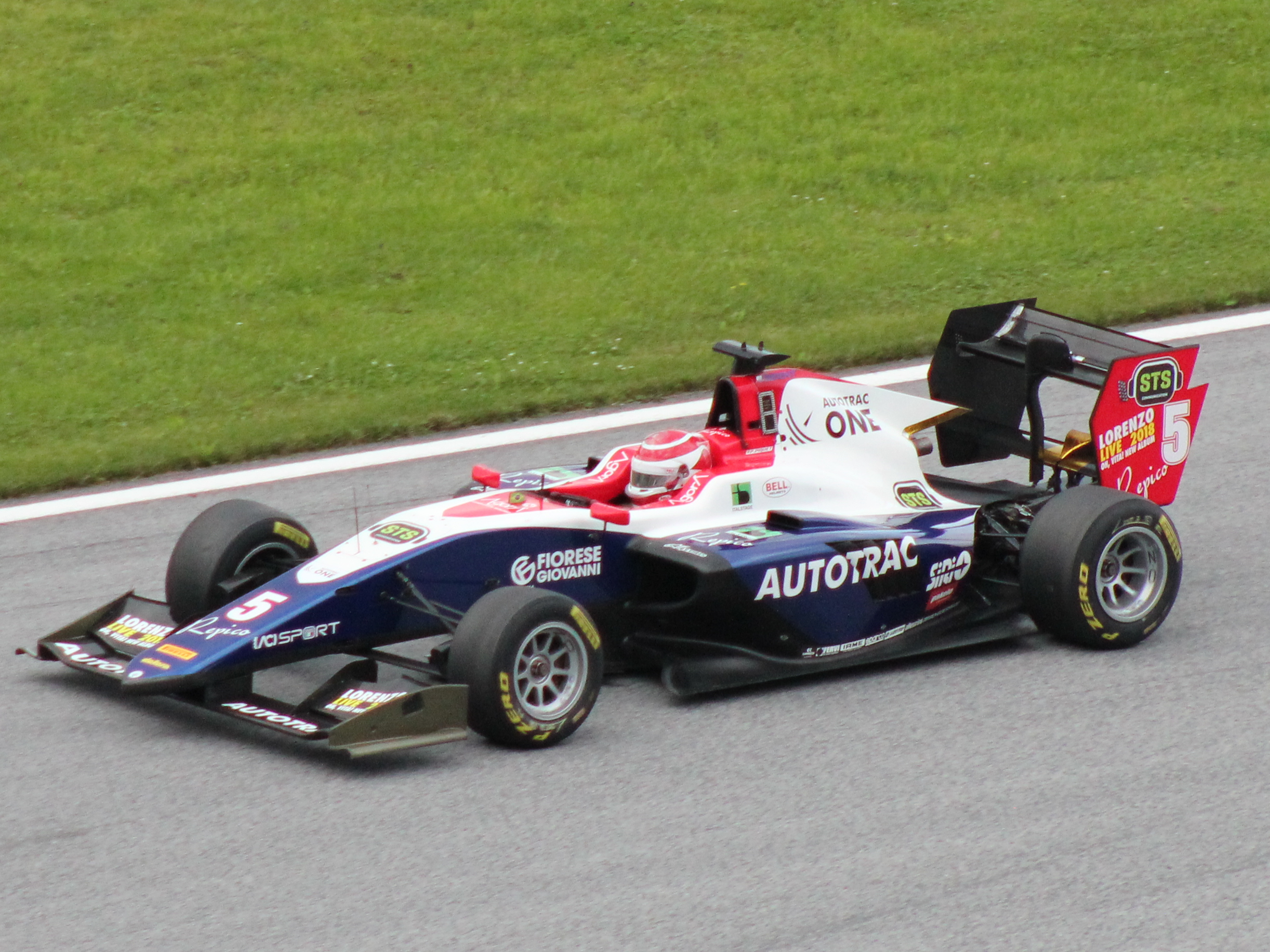
Piquet em prova da GP3 de 2018

Em 2018, Piquet foi contratado pela equipe Trident Racing para disputar a GP3 Series ao lado de Giuliano Alesi e Ryan Tveter, com Alessio Lorandi e David Beckmann sendo seus companheiros por algumas rodadas. Pedro venceu em Silverstone e Monza, fez mais dois pódios e fechou o ano em sexto lugar, com 106 pontos. No duelo interno da equipe, Piquet foi melhor do que os pilotos que começaram a temporada junto com ele na Trident. Beckmann foi o único a superá-lo, embora tenha corrido na Jenzer até a quinta rodada.

### 2019: Campeonato de Fórmula 3 da FIA
Em 2019, Piquet continuou com a Trident para a disputa da temporada inaugural do Campeonato de Fórmula 3 da FIA, sendo companheiro de Devlin DeFrancesco e Niko Kari. Teve três pódios, incluindo uma vitória na corrida 1 de Spa-Francorchamps, e foi o quinto colocado, com 98 pontos, apenas um de vantagem sobre Christian Lundgaard. Os resultados de Piquet também o colocaram como melhor piloto da Trident do ano, e o brasiliense afirmou estar "satisfeito".

### 2020: Campeonato de Fórmula 2 da FIA
Em 18 de dezembro de 2019, foi anunciado que Piquet passaria a disputar o Campeonato de Fórmula 2 da FIA em 2020 com a equipe Charouz Racing System, ao lado de Louis Delétraz. Somou apenas três pontos, obtidos com o sétimo lugar na corrida sprint em Barcelona o décimo lugar na corrida longa no Barém. Ficou em vigésimo, doze posições abaixo de Delétraz, que fez quase 47 vezes mais pontos do que ele. Após terminar sua temporada de estreia, em 7 de dezembro de 2020, Piquet anunciou sua saída da categoria, alegando razões financeiras.

### 2022–presente: Aposentadoria e participações esporádicas
Em fevereiro de 2022, Pedro e seu irmão Nelsinho Piquet participaram juntos da Corrida de Duplas da Stock Car Brasil, em Interlagos.
Um mês depois, Pedro anunciou que deixaria de competir profissionalmente no automobilismo, passando a encará-lo como um hobby, e passando a trabalhar nas empresas da família. Ele participa de competições de kart, sendo campeão da Copa Brasil Shifter Graduados em 2023.

## Resultados na carreira

### Sumário
| Temporada | Categoria                      | Equipe                     | Corridas | Vitórias | Poles | V.M.R. | Pódios | Pontos | Class. |
| --------- | ------------------------------ | -------------------------- | -------- | -------- | ----- | ------ | ------ | ------ | ------ |
| 2014      | Toyota Racing Series           | M2 Competition             | 6        | 0        | 0     | 0      | 0      | 140    | 23º    |
| 2014      | Fórmula 3 Brasil               | Cesário F3                 | 16       | 11       | 6     | 8      | 14     | 211    | 1º     |
| 2014      | Porsche GT3 Cup Brasil         |                            | 1        | 1        | 1     | 1      | 1      | 0      | NC     |
| 2014      | Global Rallycross Championship | Piquet Sports              | 1        | 0        | 0     | 0      | 1      | 43     | 12º    |
| 2014      | Mercedes-Benz Challenge Brasil | Linardi Sports             | 1        | 0        | 0     | 0      | 0      | 7      | 24º    |
| 2015      | Fórmula 3 Brasil               | Cesário F3                 | 10       | 8        | 5     | 8      | 8      | 123    | 1º     |
| 2015      | Porsche Mobil 1 Supercup       | Lechner Racing Middle East | 2        | 0        | 0     | 0      | 0      | 0      | 23º    |
| 2015      | Porsche GT3 Cup Brasil         |                            | 6        | 0        | 0     | 4      | 2      | 49     | 13º    |
| 2016      | Toyota Racing Series           | M2 Competition             | 15       | 2        | 1     | 3      | 7      | 710    | 5º     |
| 2016      | Fórmula 3 Europeia             | Van Amersfoort Racing      | 30       | 0        | 0     | 0      | 0      | 19     | 19º    |
| 2016      | Grande Prêmio de Macau         | Van Amersfoort Racing      | 1        | 0        | 0     | 0      | 0      | N/A    | 9º     |
| 2016      | Masters de Fórmula 3           | Van Amersfoort Racing      | 1        | 0        | 0     | 0      | 0      | N/A    | 6º     |
| 2017      | Fórmula 3 Europeia             | Van Amersfoort Racing      | 30       | 0        | 0     | 0      | 1      | 80     | 14º    |
| 2017      | Grande Prêmio de Macau         | Van Amersfoort Racing      | 1        | 0        | 0     | 0      | 0      | N/A    | 6º     |
| 2017      | Toyota Racing Series           | M2 Competition             | 15       | 3        | 0     | 0      | 8      | 850    | 2º     |
| 2018      | GP3 Series                     | Trident                    | 18       | 2        | 0     | 0      | 4      | 106    | 6º     |
| 2019      | Fórmula 3 FIA                  | Trident                    | 16       | 1        | 0     | 1      | 3      | 98     | 5º     |
| 2020      | Fórmula 2                      | Charouz Racing System      | 24       | 0        | 0     | 0      | 0      | 3      | 20º    |
| 2022      | Stock Car Brasil               | TMG Racing                 | 1        | 0        | 0     | 0      | 0      | 0      | NC†    |

### Fórmula 3 Brasil
(legenda) (Negrito indica pole position) (Itálico indica volta mais rápida)
| Temporada | Equipe          | Etapa | Etapa | Etapa | Etapa | Etapa | Etapa | Etapa | Etapa | Etapa | Etapa | Etapa | Etapa | Etapa | Etapa | Etapa | Etapa | Class. | Pontos |
| --------- | --------------- | ----- | ----- | ----- | ----- | ----- | ----- | ----- | ----- | ----- | ----- | ----- | ----- | ----- | ----- | ----- | ----- | ------ | ------ |
| 2014      | Cesário Fórmula | TAR   | TAR   | SCS   | SCS   | BRA   | BRA   | SÃO   | SÃO   | CUR   | CUR   | VEL   | VEL   | CUR   | CUR   | GOI   | GOI   | 1º     | 211    |
| 2014      | Cesário Fórmula | 1     | 1     | 1     | 2     | 1     | 1     | 5     | 3     | 1     | 1     | 1     | 4     | 1     | Ret   | 1     | 1     | 1º     | 211    |
| 2015      | Cesário Fórmula | CUR   | CUR   | VEL   | VEL   | SCS   | SCS   | CUR   | CUR   | CAS   | CAS   | BRA   | BRA   | CUR   | CUR   | SÃO   | SÃO   | 1º     | 183    |
| 2015      | Cesário Fórmula | 1     | 6     | Ret   | 1     | 1     | 1     | 1     | 1     | 1     | 1     | 1     | 1     | 1     | 1     | 1     | 1     | 1º     | 183    |

### Toyota Racing Series
(legenda) (Negrito indica pole position) (Itálico indica volta mais rápida)
| 7 | 2 | Ret | 4 | 1 | 10 | 3 | 3 | 1 | 2 | 5 | 2 | Ret | 8 | 15 |

### Fórmula 3 Europeia
(legenda) (Negrito indica pole position) (Itálico indica volta mais rápida)
| Ano  | Equipe                | Motor    | 1        | 2        | 3         | 4        | 5        | 6       | 7        | 8         | 9        | 10       | 11        | 12       | 13      | 14        | 15        | 16       | 17       | 18       | 19       | 20      | 21       | 22       | 23      | 24       | 25        | 26       | 27       | 28       | 29       | 30       | Class. | Pontos |
| ---- | --------------------- | -------- | -------- | -------- | --------- | -------- | -------- | ------- | -------- | --------- | -------- | -------- | --------- | -------- | ------- | --------- | --------- | -------- | -------- | -------- | -------- | ------- | -------- | -------- | ------- | -------- | --------- | -------- | -------- | -------- | -------- | -------- | ------ | ------ |
| 2016 | Van Amersfoort Racing | Mercedes | LEC 1 11 | LEC 2 14 | LEC 3 Ret | HUN 1 13 | HUN 2 14 | HUN 3 7 | PAU 1 20 | PAU 2 Ret | PAU 3 10 | RBR 1 19 | RBR 2 Ret | RBR 3 13 | NOR 1 9 | NOR 2 Ret | NOR 3 Ret | ZAN 1 13 | ZAN 2 16 | ZAN 3 13 | SPA 1 18 | SPA 2 6 | SPA 3 14 | NÜR 1 17 | NÜR 2 9 | NÜR 3 15 | IMO 1 Ret | IMO 2 12 | IMO 3 14 | HOC 1 16 | HOC 2 17 | HOC 3 15 | 19º    | 19     |

### Resultados no campeonato da FIA de Formula 2
(Legenda) (Corridas em negrito indicam pole position; corridas em italico indicam pontos pela volta mais rápida dentro dos dez primeiros colocados)
| Ano  | Equipe                | 1           | 2           | 3           | 4           | 5          | 6          | 7           | 8           | 9           | 10          | 11         | 12        | 13         | 14         | 15         | 16         | 17         | 18         | 19         | 20        | 21          | 22           | 23          | 24          | Class. | Points |
| ---- | --------------------- | ----------- | ----------- | ----------- | ----------- | ---------- | ---------- | ----------- | ----------- | ----------- | ----------- | ---------- | --------- | ---------- | ---------- | ---------- | ---------- | ---------- | ---------- | ---------- | --------- | ----------- | ------------ | ----------- | ----------- | ------ | ------ |
| 2020 | Charouz Racing System | RBR1 FEA 13 | RBR1 SPR 13 | RBR2 FEA 18 | RBR2 SPR 14 | HUN FEA 14 | HUN SPR 15 | SIL1 FEA 11 | SIL1 SPR 17 | SIL2 FEA 21 | SIL2 SPR 16 | ESP FEA 14 | ESP SPR 7 | SPA FEA 12 | SPA SPR 12 | MNZ FEA 12 | MNZ SPR 17 | MUG FEA 13 | MUG SPR 12 | SOC FEA 17 | SOC SPR 9 | BAR1 FEA 11 | BAR1 SPR 19† | BAR2 FEA 10 | BAR2 SPR 11 | 20°    | 3      |